# Jakob Aljaž
Jakob Aljaž (6 de Julho de 1845 - 4 de Maio de 1927), foi um padre católico romano esloveno, compositor e alpinista.
Jakob Aljaž nasceu numa pequena aldeia da Alta Carniola, a nordeste de Ljubljana, no que era então o Império Austro-Húngaro. Aljaž era um sacerdote e também um bom compositor, cantor e mestre de coro. As suas obras são muito populares entre os eslovenos. Tornou-se famoso por ter cabanas de montanha construídas em todos os Alpes Julianos, que permitiram o desenvolvimento de alpinismo nas chamadas Terras Eslovenas. A sua mais famosa construção é de longe a Aljažev ( "Aljaž'es"), construída sobre o cume do monte Triglav, a montanha mais alta nos Alpes Julianos e na Eslovénia e um símbolo nacional esloveno. Ele também organizou várias caminhadas, permitindo mais visitantes irem até às montanhas.
Juntamente com Henrik Tuma, Jakob Aljaž é considerado o fundador da alpinismo esloveno. Os seus esforços também tiveram um papel muito importante no surgimento de Monte Triglav como um dos principais símbolos nacionais do povo esloveno. O primeiro verso de Jakob Aljaž das suas famosas canções patrióticas Oj, Triglav, moj dom ( "Oh, Triglav, minha casa") está gravado na moeda eslovena de 50 cêntimos de euro.
Morreu na aldeia de Dovje.